# Comunità della Paganella
La comunità della Paganella (C14) è una comunità di valle della provincia autonoma di Trento, istituita nel 2006 e comprende 5 comuni, prima facenti parte del comprensorio Valle dell'Adige.

## Geografia fisica
La comunità confina ad ovest con la Comunità Rotaliana-Königsberg (13), a nord con la Comunità della Val di Non (6), ad ovest con la Comunità delle Giudicarie (8) e a sud con la Comunità della Valle dei Laghi (16).

## Storia
La Comunità della Paganella fu istituita con la legge provinciale 16 giugno 2006, n. 3; è successore parziale del Comprensorio della Valle dell'Adige.

### Simboli
Stemma: Scudo sannitico, sbarrato di verde e d’azzurro di cinque pezzi. Nel campo, un albero stilizzato. La chioma d’argento, in forma di stella di dieci raggi a contorno ondulato. Il fusto cilindrico, di tanè, alla base arrotondato e non radicato, si sovrappone in alto alla chioma aprendosi a raggiera in cinque rami a contorno rettangolare. In punta, in maiuscole moderne d’argento, su due linee in fascia, il motto: ‘IN PLATEA // SUB ARBORE’. Lo scudo è timbrato dalle maiuscole moderne, di antracite, su tre linee curvate verso l’alto: ‘COMUNITA’// DELLA // PAGANELLA’. (D.G.P. 09/03/2012)
Gonfalone: Drappo rettangolare di formato standard 5 x 8, ritagliato in alto in quattro merli, il ventone frangiato d’argento. Sul fondo bianco senza contorni, una sbarra di verde e d’azzurro di otto pezzi. I colori sono meno intensi che nello stemma; in alto ed in basso gli estremi incrociano i bordi del drappo sul mezzo. Gli angoli in alto a sinistra ed in basso a destra (di chi guarda) sono sbarrati di verde e d’azzurro di cinque pezzi con colori intensi come nello stemma, ed orientamento parallelo alla sbarra. Al centro, il drappo è caricato dello stemma, con le maiuscole che lo timbrano. Il suo sbarrato è parallelo a quello sul fondo.
Sotto lo stemma, in maiuscole moderne, di antracite, su cinque linee in fascia, i nomi dei Comuni:
‘ANDALO // CAVEDAGO // FAI DELLA PAGANELLA // MOLVENO // SPORMAGGIORE’.
Il bilico che attraversa i merli è unito all’asta da cordoni d’argento con analoghe nappe. Le decorazioni dell’asta, rivestita di bianco, corrispondono alle norme relative all’araldica comunale, con cravatta frangiata in nastri tricolorati dei colori nazionali; lo stemma della Comunità è riprodotto nella punta della lancia. (D.G.P. 09/03/2012)

## Comuni appartenenti
I comuni appartenenti sono 5.
- Popolazione: dati ISTAT aggiornati al 1º gennaio 2010
- Superficie: dati espressi in Chilometri quadrati (km²)
- Altitudine: dati espressi in Metri sul livello del mare (m s.l.m.)

| Stemma | Comune              | Popolazione | Superficie | Altitudine |
| ------ | ------------------- | ----------- | ---------- | ---------- |
|        | Andalo              | 1060        | 11,38      | 1030       |
|        | Cavedago            | 510         | 10,03      | 864        |
|        | Fai della Paganella | 902         | 12,13      | 958        |
|        | Molveno             | 1138        | 34,12      | 864        |
|        | Spormaggiore        | 1272        | 30,20      | 565        |

- Dati Provincia TN, su tuttitalia.it.
- Popolazione al 01-01-2010, su statistica.provincia.tn.it.